# Spy Hunter
Spy Hunter är ett arkadspel från 1983, utvecklat och utgivet av Bally Midway. och senare porterat till diverse hemdatorer och hemkonsoler, bland annat DOS, NES, Atari VCS, Atari 800, ACPC, ZX Spectrum, C64, Apple II, Colecovision, och BBC Micro. En klon vid namn Major Motion släpptes av Microdeal till Atari ST och Amiga.

## Handling
Spelet är en blandning av actionspel och racingspel, där spelaren antar rollen som spion, och kör en vapenbestyckad sportbil. Målet är att ta sig längsmed landsvägen och skjuta ner så många fiender som möjligt, och skydda civila bilister.

### Fotnoter
1. ↑  ”Spy Hunter”. NES DB. 26 februari 1987. Arkiverad från originalet den 4 mars 2016. https://web.archive.org/web/20160304190711/http://www.nesdb.se/game_more.php?id=1354&rid=4. Läst 28 juni 2014.
2. ↑  ”Spy Hunter”. The International Arcade Museum. http://www.arcade-museum.com/game_detail.php?game_id=9742. Läst 4 oktober 2013.